# Coppa delle nazioni africane 2016 (calcio a 5)
La Coppa delle nazioni africane 2016 (in inglese: Futsal Africa Cup of Nations 2016), nota anche come Coppa d'Africa 2016 o Sudafrica 2016, è stata la 5ª edizione del torneo continentale di calcio a 5 riservato alle selezioni nazionali maggiori maschili. Si è disputato dal 15 al 24 aprile 2016 a Johannesburg, in Sudafrica. Il Marocco ha vinto il titolo per la prima volta.

## Qualificazioni
| Squadra 1      | Totale      | Squadra 2          | Andata | Ritorno |
| -------------- | ----------- | ------------------ | ------ | ------- |
| Camerun        | 4 - 12      | Angola             | 3 - 5  | 1 - 7   |
| Tunisia        | -           | Nigeria            | -      | -       |
| Zambia         | 7 - 7 (gfc) | Guinea Equatoriale | 3 - 2  | 4 - 5   |
| Costa d'Avorio | 2 - 12      | Marocco            | 2 - 7  | 0 - 5   |
| Madagascar     | 4 - 17      | Mozambico          | 1 - 7  | 3 - 10  |
| Sudan          | 4 - 14      | Libia              | 4 - 9  | 0 - 5   |

## Fase a gironi

### Gruppo A
| Squadra   | Pti | G | V | N | P | GF | GS | DR |
| --------- | --- | - | - | - | - | -- | -- | -- |
| Mozambico | 7   | 3 | 2 | 1 | 0 | 15 | 9  | +6 |
| Zambia    | 4   | 3 | 1 | 1 | 1 | 8  | 9  | -1 |
| Tunisia   | 3   | 3 | 1 | 0 | 2 | 10 | 9  | +1 |
| Sudafrica | 3   | 3 | 1 | 0 | 2 | 8  | 14 | -6 |

| Arbitri: | Ahmed Ali Khalid Hnich Theodore Yves Eyebe Messoa |

|                                              |           |                                                                  |
| Donnelly 11’, 35’ Mashaba 18’ Sanssoucie 19’ | Marcatori | 3’, 15’, 28’ Muendane 8’ Uetimane 9’ Dale 38’ Chauque 39’ Daniel |

| Arbitri: | Mohamed Hassan Hassan Ahmed Youssef Almoiz Ahmed Mohamed Abel Junior Kouame |

|                               |           |                   |
| Chama 8’, 12’, 31’ Kangwa 32’ | Marcatori | 9’ Amimi 11’ Ajmi |

| Arbitri: | Paul Akpome Umuago Mohamed Hassan Hassan Ahmed Youssef Almoiz Ahmed Mohamed |

|                                   |           |  |
| Donnelly 26’ Cele 28’ Mashaba 34’ | Marcatori |  |

| Arbitri: | José Francisco Katemo Katchingavisa Theodore Yves Eyebe Messoa Khalid Hnich |

|           |           |                                 |
| Feker 17’ | Marcatori | 18’, 33’ Muendane 28’, 39’ Dale |

| Arbitri: | Khalid Hnich José Francisco Katemo Katchingavisa Almoiz Ahmed Mohamed |

|                                                     |           |                    |
| Ajmi 21’, 29’, 37’ Amimi 36’, 39’, 39’ Bacouche 37’ | Marcatori | 2’ (rig.) Donnelly |

| Arbitri: | Mohamed Hassan Hassan Ahmed Youssef Ahmed Ali Adalbert Diouf |

|                                           |           |                                      |
| Jona Jr. 9’ Chauque 15’, 24’ Muendane 27’ | Marcatori | 7’, 36’ Chama 14’ Chungu 37’ Ndhlovu |

### Gruppo B
| Squadra | Pti | G | V | N | P | GF | GS | DR |
| ------- | --- | - | - | - | - | -- | -- | -- |
| Egitto  | 7   | 3 | 2 | 1 | 0 | 7  | 4  | +3 |
| Marocco | 6   | 3 | 2 | 0 | 1 | 10 | 7  | +3 |
| Libia   | 4   | 3 | 1 | 1 | 1 | 6  | 5  | +1 |
| Angola  | 0   | 3 | 0 | 0 | 3 | 6  | 13 | -7 |

| Johannesburg 16 aprile 2016, ore 14:00 (UTC+2) | Egitto                                                  | 0 – 0 (0-0) referto | Libia | Ellis Park Arena\| Arbitri: \| Moez Ben Salem Eduardo Mahumane Luciano Ndong Akulabang \| |
| Arbitri:                                       | Moez Ben Salem Eduardo Mahumane Luciano Ndong Akulabang |                     |       |                                                                                           |

| Arbitri: | Adalbert Diouf Theodore Yves Eyebe Messoa Paul Akpome Umuago |

|                            |           |                                                         |
| Ribeiro 20’ De Almeida 24’ | Marcatori | 4’ Knia 26’ (aut.) Dasilva 36’ Habil 37’, 40’ El Mesrar |

| Arbitri: | Almoiz Ahmed Mohamed Abel Junior Kouame Moez Ben Salem |

|                                         |           |                        |
| Rezk 3’ E. Mohamed 16’, 21’ Ibrahim 39’ | Marcatori | 39’ Antonio 39’ Inacio |

| Arbitri: | Theodore Yves Eyebe Messoa Adalbert Diouf Eduardo Mahumane |

|                            |           |                            |
| Bakkali 18’, 23’ Jouad 28’ | Marcatori | 32’ Shahout 38’ Abdelrahim |

| Arbitri: | Almoiz Ahmed Mohamed Paul Akpome Umuago Luciano Ndong Akulabang |

|                              |           |                                    |
| Mohamed 14’ (aut.) Habil 35’ | Marcatori | 12’, 30’ Abdelkader 33’ E. Mohamed |

| Arbitri: | Moez Ben Salem Abel Junior Kouame Adalbert Diouf |

|                              |           |                         |
| Aghila 2’, 10’, 22’ Ghaeb 7’ | Marcatori | 25’ Dasilva 36’ Antonio |

## Fase a eliminazione diretta
|  | Semifinali | Semifinali | Semifinali |        |         | Finale          | Finale          | Finale          |  |
|  |            |            |            |        |         |                 |                 |                 |  |
|  | Mozambico  | Mozambico  | 1          |        |         |                 |                 |                 |  |
|  | Mozambico  | Mozambico  | 1          |        |         |                 |                 |                 |  |
|  | Marocco    | Marocco    | 4          |        |         |                 |                 |                 |  |
|  | Marocco    | Marocco    | 4          |        | Marocco | Marocco         | 3               |                 |  |
|  |            |            |            |        | Marocco | Marocco         | 3               |                 |  |
|  |            |            | Egitto     | Egitto | 2       |                 |                 |                 |  |
|  | Egitto     | Egitto     | Egitto     | Egitto | 2       | 5               |                 |                 |  |
|  | Egitto     | Egitto     |            |        |         | 5               |                 |                 |  |
|  | Zambia     | Zambia     | 4          |        |         | Finale 3º posto | Finale 3º posto | Finale 3º posto |  |
|  | Zambia     | Zambia     | 4          |        |         |                 |                 |                 |  |
|  |            |            |            |        |         |                 |                 |                 |  |
|  |            |            |            |        |         | Mozambico (dcr) | Mozambico (dcr) | 5 (2)           |  |
|  |            |            |            |        |         | Mozambico (dcr) | Mozambico (dcr) | 5 (2)           |  |
|  |            |            |            |        |         | Zambia          | Zambia          | 5 (1)           |  |

### Semifinali
| Arbitri: | Moez Ben Salem José Francisco Katemo Katchingavisa Paul Akpome Umuago |

|              |           |                                              |
| Muendane 39’ | Marcatori | 13’ El Mesrar 22’ Knia 26’ (rig.), 38’ Habil |

| Arbitri: | Adalbert Diouf Theodore Yves Eyebe Messoa Almoiz Ahmed Mohamed |

|                                                        |           |                                               |
| E. Mohamed 11’, 11’, 13’ Abdelkader 17’ M. Mohamed 29’ | Marcatori | 19’ Ndhlovu 27’, 35’ Kaampwe 30’ (rig.) Phiri |

### Finale 3º posto
| Arbitri: | Ahmed Ali Almoiz Ahmed Mohamed Khalid Hnich |

|                                          |                      |                                                                  |
| Chauque 3’ Muendane 5’, 8’, 34’ Dale 35’ | Marcatori            | 4’ Shanchebo 7’ (aut.) Ferreira 25’ Kaampwe 32’ Mwinga 40’ Chulu |
| Muendane Daniel Francisco Dale           | Tiri di rigore 2 – 1 | Kaampwe Chulu Chama Phiri                                        |

### Finale
| Arbitri: | José Francisco Katemo Katchingavisa Abel Junior Kouame Moez Ben Salem |

|                                 |           |                     |
| Jouad 13’ Bakkali 19’ Habil 38’ | Marcatori | 12’, 18’ E. Mohamed |

## Campione
MAROCCO
(1º titolo)

## Classifica finale
| Squadre qualificate per il FIFA Futsal World Cup 2016 |

| Pos. | Squadra   |
| ---- | --------- |
|      | Marocco   |
|      | Egitto    |
|      | Mozambico |
| 4    | Zambia    |
| 5    | Libia     |
| 6    | Tunisia   |
| 7    | Sudafrica |
| 8    | Angola    |